# Can You Please Crawl Out Your Window?
Can You Please Crawl Out Your Window? är en låt skriven och lanserad av Bob Dylan 1965. På inspelningen backas Dylan upp av gruppen The Hawks, som senare skulle bli kända som The Band. Texten är likt många av Dylans låtar under mitten av 1960-talet surrealistisk. Denna låt blev under 1960-talet endast släppt som vinylsingel, men aldrig på studioalbum vilket under flera år gjorde den till något av en kuriositet bland Bob Dylans låtar. Första gången den kom med på ett album var 1978 på vinylsamlingen Masterpieces som bara släpptes i vissa länder. Låten finns även med på samlingen Biograph 1985. En okänd popgrupp, The Vacels släppte en version av låten 1965 innan Dylans egen version kom ut, men den blev ingen framgång. Jimi Hendrix spelade in låten under ett uppträdande i BBC på 1960-talet, denna inspelning blev sedan släppt på albumet BBC Sessions 1998.
I slutet av låten kan Dylan höras citera en av sina egna låtar då öppningsfrasen ur låten "Positively 4th Street" sjungs.

## Listplaceringar
- Billboard Hot 100, USA: #58[1]
- UK Singles Chart, Storbritannien: #17[2]